# Sumatriptano

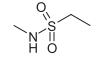
Fórmula química do Sumatriptano R1

Sumatriptano (português europeu) ou sumatriptana (português brasileiro) é um medicamento utilizado para o tratamento de enxaqueca e de cefaleias em salvas. É uma droga sintética pertencente a classe dos triptanos. Estruturalmente, é um análogo de psilocibina. É produzido e comercializado por vários fabricantes de medicamentos com muitos nomes comerciais diferentes.

## Indicações médicas
Sumatriptano é eficaz para o término ou alivio da intensidade da enxaqueca e de cluster . Ele é mais eficaz quando tomado logo após o início da dor. O fármaco, quando injetado, torna-se mais eficaz do que em outras formulações.

## Mecanismo de ação
O sumatriptano é estruturalmente semelhante à serotonina (5-HT), e é um agonista do receptor 5-HT (tipos 5-HT1D e 5-HT1B). O efeito terapêutico primário do sumatriptano, no entanto, está na sua inibição da liberação de peptídeo relacionado ao gene da calcitonina (CGRP), provavelmente através de sua ação agonista dos receptores 5-HT1D/1B. No entanto, como a ação agonista dos receptores 5-HT 1D/1B inibem a liberação de CGRP não é, ainda, totalmente compreendida. Acredita-se que o CGRP cause a sensibilização dos neurônios nociceptivos do trigêmeo, contribuindo para a dor experimentada na enxaqueca.
O sumatriptano também mostrou-se eficaz em diminuir a atividade do nervo trigêmeo, o que presumivelmente explica a eficácia do fármaco no tratamento de cefaleias em salvas. A forma injetável da droga mostrou abortar uma cefaleia em 30 minutos em 77% dos casos.

## Farmacocinética
O sumatriptano é administrado em várias formas: comprimidos, injeção subcutânea e spray nasal. A administração oral (como o sal succinato) apresenta baixa biodisponibilidade (~15%), devido, em parte, ao metabolismo pré-sistêmico – parte dela é quebrada no estômago e não atravessa a barreira hematoencefálica. Uma nova formulação de comprimido de liberação rápida tem a mesma biodisponibilidade, mas a concentração máxima é alcançada em média de 10 a 15 minutos antes. Quando injetado, o sumatriptano tem ação mais rápida (geralmente em 10 minutos), mas o efeito dura por um tempo menor. O fármaco é metabolizado principalmente pela monoamina oxidase A em ácido 2-(5 - [(metilsulfamoil) metil] - indole-3-il) acético que é então conjugado com o ácido glucurônico. Esses metabólitos são excretados na urina e na bile. Apenas cerca de 3% do fármaco activo pode ser recuperado inalterado.
Não existe uma relação simples e directa entre a concentração de sumatriptano (farmacocinética) no sangue e o seu efeito anti-enxaqueca (farmacodinâmica). Este paradoxo foi, até certo ponto, resolvido comparando as taxas de absorção das várias formulações do medicamento, em vez das quantidades absolutas de droga que elas fornecem.

## Efeitos colaterais
Overdose de sumatriptano pode causar sulfahemoglobinemia, uma rara condição na qual o sangue muda de vermelho para verde escuro, devido à integração de enxofre com a molécula hemoglobina. É contraindicado em casos de doença coroniana. Se o sumatriptano for interrompido, a condição se inverte dentro de algumas semanas.
Eventos cardíacos graves, incluindo alguns que foram fatais, ocorreram após o uso de injeção de sumatriptano ou comprimidos. Os eventos relatados incluíram vasoespasmo da artéria coronária, isquemia miocárdica transitória, infarto do miocárdio, taquicardia ventricular e fibrilação ventricular
Os efeitos secundários mais frequentes relatados por pelo menos 2% dos pacientes em ensaios controlados de sumatriptano (25-, 50- e 100 -mg comprimidos) para enxaqueca são sensações atípicas (parestesias e sensações de calor/frio), relatadas por 4% no grupo do placebo e 5-6% nos grupos de sumatriptano; dor e outras sensações de pressão (incluindo dor torácica), relatadas por 4% no grupo placebo e 6-8% nos grupos de sumatriptano; eventos neurológicos (vertigem) relatados por menos de 1% no grupo placebo e menos de 1% a 2% nos grupos sumatriptano. Mal-estar/fadiga ocorreu em menos de 1% do grupo placebo e em 2% a 3% dos grupos sumatriptano. o distúrbio do sono ocorreu em menos de 1% no grupo placebo para 2% no grupo sumatriptano.

## Aprovação
O sumatriptano foi o primeiro triptano clinicamente disponível (em 1991). Nos Estados Unidos, está disponível apenas mediante prescrição médica. Este requisito de prescrição médica também existe na Austrália. No entanto, pode ser adquirido livremente no Reino Unido e na Suécia em balcões de farmácias. Várias formas de dosagem para o sumatriptano foram aprovadas, incluindo comprimidos, solução injetável e inaladores nasais.
Em 15 de abril de 2008, a FDA norte-americana aprovou o Treximet, uma combinação de sumatriptano e naproxeno, um anti-inflamatório do tipo AINE. Esta combinação mostrou um benefício em relação a qualquer um dos dois medicamentos se usados separadamente.
Em julho de 2009, a FDA aprovou uma formulação de sumatriptano para injeção de jato de uso único. O dispositivo administra uma injeção subcutânea de 6 mg de sumatriptano, sem o uso de uma agulha. Autoinjectors com agulhas já estão disponíveis há vários anos na Europa e na América do Norte.
Estudos de fase III com adesivo transdérmico iontoforético (Zelrix®/Zecuity®) começaram em julho de 2008. Este patch usa baixa voltagem controlada por um microchip pré-programado para fornecer uma dose única de sumatriptano através da pele em 30 minutos. O sumatriptano foi aprovado pela FDA dos EUA em janeiro de 2013, porém suas vendas foram interrompidas após relatos de queimaduras na pele e irritação.